# Eckhard Hammel
Eckhard Hammel (* 3. Oktober 1956 in Wuppertal) ist ein deutscher Kommunikationswissenschaftler und Online-Publizist.

## Leben
Eckhard Hammel promovierte 1989 bei Dietmar Kamper an der Freien Universität Berlin und war Mitarbeiter in der Arbeitsgruppe für Pathognostik von Rudolf Heinz an der Heinrich-Heine-Universität Düsseldorf. Er arbeitete rund 15 Jahre als Hochschuldozent mit den Themenschwerpunkten Sozialphilosophie, Ästhetik und Medientheorie. Seit Mitte der 90er Jahre beschäftigte er sich überwiegend mit der Produktion von Installationen im World Wide Web. 1996 gründete er das Online-Magazin CultD. Nach einem Engagement als CIO eines Software-Herstellers am Neuen Markt kam er 2006 zurück zur Lehre und war bis 2012 freiberuflich als Dozent im Bereich Publizieren im Internet tätig. Seit 2012 ist er Berater und Autor und produziert Webseiten für ausgewählte kulturelle und kulturwissenschaftliche Projekte.

## Wirken
Bis Mitte der 90er Jahre wurde die Arbeit Eckhard Hammels maßgeblich von Nietzsche, Freud und Schriftstellern des US-amerikanischen Underground und des Poststrukturalismus beeinflusst. In dieser Zeit beschäftigte er sich vor allem mit dem Thema Kommunikation. Hammel untersuchte die Auswirkung der Kommunikationsmedien in unterschiedlichen gesellschaftlichen Bereichen: Im Buch „Synthetische Welten. Kunst, Künstlichkeit und Kommunikationsmedien“ untersuchte er sie im Hinblick auf die Kunst, in der Arbeit „oi Rio“ im Hinblick auf das Schwellenland Brasilien und in „Krankheit und Kommunikation“ im Hinblick auf die Zivilisationskrankheit Morbus Crohn.